# Antoni Gryniewicz
Antoni Gryniewicz (ur. 26 lutego 1934, zm. 4 lutego 2014) – polski działacz państwowy i ekonomista, podsekretarz stanu w Urzędzie Cen (1982–1985) i Ministerstwie Finansów (1985–1987).

## Życiorys
Z zawodu ekonomista. W listopadzie 1974 został zastępcą przewodniczącego Państwowej Komisji Cen. Po jej przekształceniu w Urząd Cen od marca 1982 do listopada 1985 pełnił w nim funkcję podsekretarza stanu, a po kolejnej reformie od listopada 1985 do stycznia 1989 pozostawał podsekretarzem stanu w Ministerstwie Finansów.
12 lutego 2014 został pochowany na Cmentarzu Bródnowskim w Warszawie.